# 金吾龍神社
金吾龍神社（きんごりゅうじんじゃ）は、北海道小樽市蘭島にある神社。日本最古と伝わる龍神が祀られている。旧社格は無格社。
普段は鳥居より先はフェンスに覆われ、立入禁止となっている。

## 祭神
主祭神は大元尊神（だいげんそんしん）。国常立尊（くにとこたちのみこと）、大山祇神（おおやまつみのかみ）、綿津見神（わだつみのかみ）の三神を配祀し、荒波々幾大神（あらはばきのおおかみ）を奥宮に祀る。
大元尊神は「大元」という名の元、万神より最初にいる「神のはじめの神」であり、宇宙、自然、摂理、天地万物を創造し育んでいる根源神とされている。荒波々幾大神は太古から信仰された謎の多い神として、太陽、月、大地、生命力を司る龍神といわれている。

## 由緒
フゴッペ岬にある西崎山の尾根、小樽市と余市町の境に位置している。古代から聖地とされ、周辺には西崎山環状列石などのストーンサークル、フゴッペ洞窟（壁画）、フゴッペ貝塚などがある。。創建年は不明だが、境内から出土した祭祀用の縄文土器などの分析から、約5000年以上前に祭祀が行われていたと考えられている。
縄文時代初期の磐座信仰を起源とする。縄文時代中期、日本で最初のアラハバキ信仰が始まる。西崎山の尾根に西崎山環状列石が造られ、社伝にはこれが同社の淵源と記されている。7世紀、阿倍比羅夫が古神道を伝える。13世紀にはアイヌによってチャシが築かれる。15世紀には多数の和人が進出し、神仏習合のもとに祠堂が置かれ、「おおもとみや」「あらばきさま」などと呼ばれていた。
この祠堂は、16世紀に古神道宗家・大水口宿禰の後裔（69世）によって改築され、「大元宮」と号された。明治時代に入ると、祠堂は廃仏毀釈のもとに破壊され、祭神の変更を余儀なくされたほか、古神道や宮司の世襲も禁止となった。この際、宮司が御神体を持ち出し、難を逃れた。第二次世界大戦下においては神社への締めつけが厳しくなり、存続のためやむを得ず教派神道に属し、内務省神社局の認証を受ける。戦後、1954年に宗教法人として認証を受けるも、乗っ取りによる宝物や古文書の滅失、災害や人口減少による氏子の減少などの理由から、再び存続の危機を迎える。
2013年、88世大水口宿禰が宮司に復帰、御祖尊と名乗る。神託を理由として、代々木のマンションの一室に「東京分祀」を設け、のちに「東京本宮」となった。2019年、夏至の古代神事である「荒祭神事」が復活。2020年、「大元宮」を再興し、「御祖大元神宮」と号する。
戦前は、北海道で随一の龍神神社とされ、本土から多くの参拝者が訪れた。

## 社殿

### 小樽本社
社殿はなく、フゴッペ岬を神域とする原初的な祭祀のかたちで、自然崇拝が行われてきており、外観が龍神の姿に似たフゴッペ岬を御神体とする。これとは別に、龍神像を「荒波々幾大神」の御神体として祀っていた。境内には鳥居と奥宮、稲荷社がある。

### 東京本宮
渋谷区代々木のマンションの一室内に、本殿とアラハバキ社、ベランダに白龍神社がある。宮司が代表を務める、行政書士エクステージ総合法務事務所を併設している。

## フゴッペの伝承
余市出身のアイヌの歌人違星北斗が、古老ヌプルラン・イカシから聞いたこととして、余市にはかつてアイヌが「クルプンウンクル」と呼んだ先住民族がいたという話を紹介している。イカシによれば、アイヌの伝承にある小人「コロポックル」はこの転訛であるという。クルプンウンクルというのはアイヌ語で「石の下にいる人」というような意味で、石に親しみ、アイヌよりも小さく弱い人々であることからそう呼ばれたとされる。彼らはアイヌの進出により追い払われた。

また、アイヌの伝承によれば、かつてフゴッペ岬の先端近くに、アイヌの3兄妹がチャシを築いて住んでいた。彼らは岬の下を通る人に向かって石を投げるので、忍路や余市のアイヌは頭を悩ませていた。あるとき、忍路のアイヌが通りかかると、チャシに向かってニシンの鱗が一筋の線を描いて落ちているのを見つけた。忍路と余市のアイヌはこの跡を辿ってチャシに攻め入り、兄妹を殺した。その後、そのチャシに住む者はいなかったという。

### 参照
1. 1 2 3 4 5 6  “縄文時代からの聖地に鎮座する龍神様”.   金吾龍神社. 2018年10月28日閲覧。
2. ↑  “斎場所　大元宮”. 吉田神社. 2021年4月18日閲覧。
3. ↑  “金吾龍神社（御本社）”.   金吾龍神社. 2018年11月2日閲覧。
4. ↑  “北海道の霊道トンネルは古代の聖地だった！ フゴッペを巡る龍神・蛇神スポットを現地取材｜webムー 世界の謎と不思議のニュース＆考察コラム”. webムー.   株式会社ワン・パブリッシング (2025年3月6日). 2025年4月13日閲覧。
5. ↑  “西崎山環状列石 文化遺産オンライン”. 文化遺産オンライン.   文化庁. 2025年4月19日閲覧。
6. ↑  “西崎山環状列石｜まちの紹介 ｜北海道余市町ホームページ”. 余市町ホームページ.   余市町役場 (2025年3月6日). 2025年4月13日閲覧。
7. ↑  “【金吾龍神社】自然崇拝の古神道の神社”. 小樽観光・旅行情報 オタルナ. 2025年4月20日閲覧。
8. ↑  『北海道宗教法人名簿』昭和51年1月1日現在,北海道総務部学事課,1976.
9. ↑  “仕事に悩む男性へ。「金吾龍神社 東京本宮」は代々木駅から徒歩5分のパワースポット - GENTRY”. GENTRY.   ベリシュア株式会社. 2025年4月20日閲覧。
10. ↑  “【金吾龍神社】 古代祭祀の中心地に鎮座し縄文信仰を今に伝える龍神神社”. ゆほびかweb.   マキノ出版. 2025年4月20日閲覧。
11. ↑  Archived 2020年9月25日, at the Wayback Machine.
12. ↑  “アラハバキ神社／あらはばき神社｜東京・代々木・南新宿”. 金吾龍神社.   金吾龍神社. 2025年4月13日閲覧。
13. ↑  違星北斗 著『コタン : 違星北斗遺稿』,希望社出版部,1930.
14. ↑  山岸玄津 著『北海道余市貝塚に於ける土石器の考察』,茂山吟社,昭和9.
15. ↑  “余市町でおこったこんな話 その113｜まちの紹介 ｜北海道余市町ホームページ”. 余市町ホームページ.   余市町役場. 2025年4月17日閲覧。